# Riku Handa
Riku Handa (半田 陸?, Handa Riku; Yamagata, 1º gennaio 2002) è un calciatore giapponese, difensore del Gamba Osaka e della nazionale Under-23 giapponese.

## Caratteristiche tecniche
Di ruolo terzino destro, può giocare anche da difensore centrale.

## Statistiche

### Presenze e reti nei club
Statistiche aggiornate al 16 aprile 2025.
| Stagione                 | Club                     | Campionato               | Campionato | Campionato | Coppe nazionali | Coppe nazionali | Coppe nazionali | Coppe continentali | Coppe continentali | Coppe continentali | Altre coppe | Altre coppe | Altre coppe | Totale | Totale |
| Stagione                 | Club                     | Comp                     | Pres       | Reti       | Comp            | Pres            | Reti            | Comp               | Pres               | Reti               | Comp        | Pres        | Reti        | Pres   | Reti   |
| ------------------------ | ------------------------ | ------------------------ | ---------- | ---------- | --------------- | --------------- | --------------- | ------------------ | ------------------ | ------------------ | ----------- | ----------- | ----------- | ------ | ------ |
| 2018                     | Montedio Yamagata        | -                        | -          | -          | CG              | 0               | 0               | -                  | -                  | -                  | -           | -           | -           | 0      | 0      |
| 2019                     | Montedio Yamagata        | J2                       | 5          | 0          | CG              | 1               | 0               | -                  | -                  | -                  | -           | -           | -           | 6      | 0      |
| 2020                     | Montedio Yamagata        | J2                       | 15         | 0          | -               | -               | -               | -                  | -                  | -                  | -           | -           | -           | 15     | 0      |
| 2021                     | Montedio Yamagata        | J2                       | 37         | 3          | CG              | 0               | 0               | -                  | -                  | -                  | -           | -           | -           | 37     | 3      |
| 2022                     | Montedio Yamagata        | J2                       | 35+2       | 0          | CG              | 0               | 0               | -                  | -                  | -                  | -           | -           | -           | 37     | 0      |
| Totale Montedio Yamagata | Totale Montedio Yamagata | Totale Montedio Yamagata | 94         | 3          |                 | 1               | 0               |                    | -                  | -                  |             | -           | -           | 95     | 3      |
| 2023                     | Gamba Osaka              | J1                       | 23         | 1          | CG+CdL          | 0+4             | 0+1             | -                  | -                  | -                  | -           | -           | -           | 27     | 2      |
| 2024                     | Gamba Osaka              | J1                       | 24         | 1          | CG+CdL          | 3+0             | 0               | -                  | -                  | -                  | -           | -           | -           | 27     | 1      |
| 2025                     | Gamba Osaka              | J1                       | 10         | 0          | CG+CdL          | 0+2             | 0               | -                  | -                  | -                  | -           | -           | -           | 12     | 0      |
| Totale Gamba Osaka       | Totale Gamba Osaka       | Totale Gamba Osaka       | 57         | 2          |                 | 9               | 1               |                    | -                  | -                  |             | -           | -           | 66     | 3      |
| Totale carriera          | Totale carriera          | Totale carriera          | 151        | 5          |                 | 10              | 1               |                    | -                  | -                  |             | -           | -           | 161    | 6      |

### Cronologia presenze e reti in nazionale
| Cronologia completa delle presenze e delle reti in nazionale ― Giappone under 23 | Cronologia completa delle presenze e delle reti in nazionale ― Giappone under 23 | Cronologia completa delle presenze e delle reti in nazionale ― Giappone under 23 | Cronologia completa delle presenze e delle reti in nazionale ― Giappone under 23 | Cronologia completa delle presenze e delle reti in nazionale ― Giappone under 23 | Cronologia completa delle presenze e delle reti in nazionale ― Giappone under 23 | Cronologia completa delle presenze e delle reti in nazionale ― Giappone under 23 | Cronologia completa delle presenze e delle reti in nazionale ― Giappone under 23 |
| Data                                                                             | Città                                                                            | In casa                                                                          | Risultato                                                                        | Ospiti                                                                           | Competizione                                                                     | Reti                                                                             | Note                                                                             |
| -------------------------------------------------------------------------------- | -------------------------------------------------------------------------------- | -------------------------------------------------------------------------------- | -------------------------------------------------------------------------------- | -------------------------------------------------------------------------------- | -------------------------------------------------------------------------------- | -------------------------------------------------------------------------------- | -------------------------------------------------------------------------------- |
| 28-10-2021                                                                       | Hirono                                                                           | Hong Kong under 23                                                               | 0 – 4                                                                            | Giappone under 23                                                                | Qualificazioni Coppa d'Asia AFC Under-23 2022                                    | -                                                                                | 90’                                                                              |
| 23-3-2022                                                                        | Dubai                                                                            | Giappone under 23                                                                | 1 – 0                                                                            | Croazia under 23                                                                 | Amichevole                                                                       | -                                                                                | 46’                                                                              |
| 26-3-2022                                                                        | Dubai                                                                            | Qatar under 23                                                                   | 0 – 2                                                                            | Giappone under 23                                                                | Amichevole                                                                       | -                                                                                | cap.                                                                             |
| 29-3-2022                                                                        | Dubai                                                                            | Arabia Saudita under 23                                                          | 0 – 1                                                                            | Giappone under 23                                                                | Amichevole                                                                       | -                                                                                |                                                                                  |
| 9-6-2022                                                                         | Tashkent                                                                         | Giappone under 23                                                                | 3 – 0                                                                            | Tagikistan under 23                                                              | Coppa d'Asia AFC Under-23 2022                                                   | -                                                                                | 75’                                                                              |
| 12-6-2022                                                                        | Tashkent                                                                         | Corea del Sud under 23                                                           | 0 – 3                                                                            | Giappone under 23                                                                | Coppa d'Asia AFC Under-23 2022                                                   | -                                                                                |                                                                                  |
| 15-6-2022                                                                        | Tashkent                                                                         | Uzbekistan under 23                                                              | 2 – 0                                                                            | Giappone under 23                                                                | Coppa d'Asia AFC Under-23 2022                                                   | -                                                                                | 78’                                                                              |
| 18-6-2022                                                                        | Tashkent                                                                         | Giappone under 23                                                                | 3 – 0                                                                            | Australia under 23                                                               | Coppa d'Asia AFC Under-23 2022                                                   | -                                                                                | 54’                                                                              |
| 22-9-2022                                                                        | Marbella                                                                         | Svizzera under 23                                                                | 2 – 1                                                                            | Giappone under 23                                                                | Amichevole                                                                       | -                                                                                | 78’                                                                              |
| 26-9-2022                                                                        | Castel di Sangro                                                                 | Italia under 23                                                                  | 1 – 1                                                                            | Giappone under 23                                                                | Amichevole                                                                       | -                                                                                |                                                                                  |
| 18-11-2022                                                                       | Siviglia                                                                         | Spagna under 23                                                                  | 2 – 0                                                                            | Giappone under 23                                                                | Amichevole                                                                       | -                                                                                | 80’                                                                              |
| 22-11-2022                                                                       | Portimão                                                                         | Portogallo under 23                                                              | 1 – 2                                                                            | Giappone under 23                                                                | Amichevole                                                                       | -                                                                                |                                                                                  |
| 18-11-2023                                                                       | Shimizu                                                                          | Giappone under 23                                                                | 5 – 2                                                                            | Argentina under 23                                                               | Amichevole                                                                       | -                                                                                | 90’                                                                              |
| 22-3-2024                                                                        | Kameoka                                                                          | Giappone under 23                                                                | 1 – 3                                                                            | Mali under 23                                                                    | Amichevole                                                                       | -                                                                                |                                                                                  |
| 22-4-2024                                                                        | Al Rayyan                                                                        | Giappone under 23                                                                | 0 – 1                                                                            | Corea del Sud under 23                                                           | Coppa d'Asia AFC Under-23 2024                                                   | -                                                                                |                                                                                  |
| 25-4-2024                                                                        | Al Rayyan                                                                        | Qatar under 23                                                                   | 2 – 4 dts                                                                        | Giappone under 23                                                                | Coppa d'Asia AFC Under-23 2024                                                   | -                                                                                | 114’ 118’                                                                        |
| 11-6-2024                                                                        | Kansas City                                                                      | Stati Uniti under 23                                                             | 0 – 2                                                                            | Giappone under 23                                                                | Amichevole                                                                       | -                                                                                |                                                                                  |
| 17-7-2024                                                                        | Tolone                                                                           | Francia under 23                                                                 | 1 – 1                                                                            | Giappone under 23                                                                | Amichevole                                                                       | -                                                                                |                                                                                  |
| Totale                                                                           |                                                                                  | Presenze                                                                         | 18                                                                               |                                                                                  | Reti                                                                             | 0                                                                                |                                                                                  |

## Palmarès

### Nazionale
- Coppa d'Asia Under-23: 1

2024